# Maria Beltrão
Maria Coutinho Beltrão (Rio de Janeiro, 7 de setembro de 1971) é uma jornalista e apresentadora de televisão brasileira. Apresentadora do Óscar, onde em cada edição faz cobertura com suas críticas sobre os filmes. Atualmente é a principal apresentadora do É De Casa, programa sabático da TV Globo.
Atualmente, trabalha na TV Globo.

## Biografia
Maria é filha da arqueóloga Maria da Conceição de Moraes Coutinho Beltrão e do ex-ministro Hélio Beltrão e irmã do economista e investidor Hélio Coutinho Beltrão.
É formada em Jornalismo em 1996 pela UniverCidade.
Maria ingressou na TV Globo graças ao convite de Alice Maria, que conheceu Maria num curso de expressão em vídeo ao final da faculdade. Neste mesmo ano passou a ser apresentadora do Em Cima da Hora, o telejornal que era exibido a cada hora cheia, na GloboNews.
Dentre os seus trabalhos, destacam-se a apresentação dos desfiles das escolas de samba do Rio de Janeiro (onde ficou de 2002 até 2008, junto de Cléber Machado) e a entrega do Oscar, ambos na TV Globo, além das numerosas traduções simultâneas de eventos em francês, inglês e espanhol.
Foi a escolhida para representar toda a equipe da GloboNews no programa de entrevista de Jô Soares, por ocasião dos 10 anos da emissora. Em 2009, voltou ao Programa do Jô, durante as comemorações do primeiro aniversário do telejornal Estúdio i.
Na TV Globo, foi apresentadora eventual dos telejornais Bom Dia Brasil, RJTV.
Em outubro de 2006, Maria estreou um novo programa, ao vivo, na GloboNews: o Entre Aspas, que atualmente é exibido as terças e quintas sempre às 23h00, mas em agosto de 2008 deixou o programa para apresentar o Estúdio i, é um telejornal diário próprio que tem como principal característica a informalidade e está no ar desde outubro de 2008.
Em 16 de outubro de 2020 lançou seu primeiro livro, O Amor Não Se Isola - Um diário com histórias, reflexões e algumas confidências, escrito como um diário pessoal durante o período da pandemia da COVID pela Editora Máquina de Livros.

### É de Casa
Em meados de 2022, Beltrão deixou o jornalismo da GloboNews e migrou para a área do entretenimento da TV Globo. Em 9 de julho de 2022, Maria Beltrão estreou como âncora do programa matinal dos sábados da TV Globo, o É de Casa, dividindo a apresentação com Rita Batista, Thiago Oliveira e Talitha Morete.

## Vida pessoal
Maria é casada desde 2012 com o advogado Luciano Saldanha.

## Filmografia
| Ano           | Programa                 | Função                   | Emissora  |
| ------------- | ------------------------ | ------------------------ | --------- |
| 1996– 2006    | Telejornais diversos     | Apresentadora            | Globonews |
| 2006–2008     | Entre Aspas              | Apresentadora            | Globonews |
| 2006–presente | Óscar                    | Apresentadora            | TV Globo  |
| 2008–2022     | Estúdio I                | Apresentadora            | Globonews |
| 2022–presente | É de Casa                | Apresentadora            | TV Globo  |
| 2022          | Cara e Coragem           | Ela Mesma                | TV Globo  |
| 2023          | Vai na Fé                | Ela Mesma                | TV Globo  |
| 2023          | Fuzuê                    | Ela Mesma                | TV Globo  |
| 2023          | Batalha do Lip Sync      | Participante (vencedora) | TV Globo  |
| 2025          | The Masked Singer Brasil | Participante (Jade)      | TV Globo  |

## Premiações
Em 2022, Maria Beltrão foi a vencedora da categoria Melhor Apresentadora do Melhores do Ano NaTelinha, com 66,6% dos votos, equivalente a 4 milhões de votos, recordista de votos entre todas as categorias.
Ainda no final de 2022, Maria Beltrão também foi a campeã da categoria Apresentadora de TV no Prêmio Contigo! 2022.